# 西班牙政治
西班牙政治确立于1978年宪法制定的框架下。它采用议会制君主立宪制作为其政體——即國王為國家元首與西班牙三軍統帥，首相（正式名稱為政府主席）則是政府首腦，並掌握行政權，經國會多數黨提名後由国王任命。政府下轄的外交、國防等國務部門各設有一位大臣（部長），而立法權則由兩院制的議會施行，議會由參眾兩院組成：參議院為地區代表院，208名參議員由各省普選產生，另有51名由各自治區議會委任；眾議院有350名議員，各地按人口比例民選產生。司法权独立于行政和立法机关，由法官和地方法官代表国王执行司法。西班牙最高法院是全国最高法院，管辖权辐射所有西班牙领土，对诸事务的判决中地位最高，除了宪法事务——由独立的憲法法院管辖。
经济学人智库在2016年将西班牙评为“完全民主”。

## 西班牙君主与王室
- 西班牙君主
- 西班牙王室

## 政府机构

### 行政部門
- 农业、渔业及食品部（西班牙语：Ministerio de Agricultura, Pesca y Alimentación）
- 外交、欧盟及合作部（西班牙语：Ministerio de suntos Exteriores, Unión Europea y Cooperación）
- 科学与创新部（西班牙语：Ministerio de Ciencia e Innovación）
- 文化与体育部（西班牙语：Ministerio de Cultura y Deporte）
- 国防部（西班牙语：Ministerio de Defensa）
- 经济事务与数字化部（西班牙语：Ministerio de Asuntos Económicos y Transformación Digital）
- 教育与职业培训部（西班牙语：Ministerio de Educación y Formación Profesional）
- 交通、出行及城市发展部（西班牙语：Ministerio de Transportes, Movilidad y Agenda Urbana）
- 税务部（西班牙语：Ministerio de Hacienda）
- 工业、商业及旅游部（西班牙语：Ministerio de Industria, Comercio y Turismo）
- 内政部
- 司法部（西班牙语：Ministerio de Justicia (España)）
- 土地政策与公共职能部（西班牙语：Ministerio de Política Territorial y Función Pública）
- 首相、与议会关系及民主记忆部（西班牙语：Ministerio de Presidencia, Relaciones con las Cortes y Memoria Democrática）
- 卫生部
- 就业与社会经济部（西班牙语：Ministerio de Trabajo y Economía Social）
- 生态化与人口挑战部（西班牙语：Ministerio de Transición Ecológica y Reto Demográfico）
- 社会权利与2030计划部（西班牙语：Ministerio de Derechos Sociales y Agenda 2030）
- 包容、社会保障及移民部（西班牙语：Ministerio de Inclusión, Seguridad Social y Migraciones）
- 平等部（西班牙语：Ministerio de Igualdad）
- 消费部（西班牙语：Ministerio de Consumo）
- 大学部（西班牙语：Ministerio de Universidades）

### 立法部門
- 议会
  - 參議院
  - 眾議院

### 司法部門
- 司法權總委員會（最高司法行政機關，不負責審判職權）
- 最高法院
- 國家審問院（西班牙语：Audiencia Nacional）
  - 高級法院（西班牙语：Tribunal Superior de Justicia de España）
  - 省級法院／中級法院（上訴法院）（西班牙语：Audiencia Provincial (España)）

## 政党与选举
西班牙拥有一个多党制的政治体制，但自20世纪90年代以来，西班牙社会主义工人党（PSOE）和人民党（PP）两党一直占主导地位。地区党派，主要包括来自巴斯克地区的巴斯克民族主义党（EAJ-PNV），加泰罗尼亚的加泰罗尼亚共和左翼（ERC）等，亦在西班牙政治中发挥了关键作用。代议大会的代表是通过比例代表制选出，而政府则是由国会信任的党派或联盟组成的，通常是席位数最多的党派。自从西班牙向民主过渡以来，还没有联合政府出现；当一方未能获得绝对多数时，便会出现少数派政府。

## 中央与地方政治
区域政府在一个被称为自治状态（the state of autonomies）的系统下运作。这是一个高度分散的管理体制，基于对构成国家的“民族和地区”的不对称下放，并且国家通过中央政府保留完全主权。行使宪法赋予的自治权利后，“民族和地区”被分为17个自治区和2个自治市。每个自治区和自治市的政府形式也是建立在议会制度基础上的，行政权力归属于由一院制立法议会选出并负责的“政府主席”和部长理事会（內閣）。